# Трапене
Тра́пене (латыш. Trapene) — населённый пункт в северо-восточной части Латвии, расположенный в Трапенскской волости Апского края. До 1 июля 2009 года входил в состав Алуксненского района.
Является центром Трапенскской волости. Расстояние до Гулбене 32 км, до Риги — 166 км.

## История
Современное поселение находится на территории, некогда принадлежавшей Борманьскому поместью. Ранее назывался Бормани.
В советское время населённый пункт был центром Трапенского сельсовета Алуксненского района. В селе располагался колхоз «Трапене».
В Трапене имеются: 3 магазина, Трапенская начальная школа, Дом культуры, центр социальной помощи «Трапене», фельдшерский пункт, аптека, почтовое отделение.